# Bourse Ghislaine Dupont et Claude Verlon
 (mai 2022).
La mise en forme du texte ne suit pas les recommandations de Wikipédia : il faut le « wikifier ».
Les points d'amélioration suivants sont les cas les plus fréquents. Le détail des points à revoir est peut-être précisé sur la page de discussion.
- Les titres sont pré-formatés par le logiciel. Ils ne sont ni en capitales, ni en gras.
- Le texte ne doit pas être écrit en capitales (les noms de famille non plus), ni en gras, ni en italique, ni en « petit »…
- Le gras n'est utilisé que pour surligner le titre de l'article dans l'introduction, une seule fois.
- L'italique est rarement utilisé : mots en langue étrangère, titres d'œuvres, noms de bateaux, etc.
- Les citations ne sont pas en italique mais en corps de texte normal. Elles sont entourées par des guillemets français : « et ».
- Les listes à puces sont à éviter, des paragraphes rédigés étant largement préférés. Les tableaux sont à réserver à la présentation de données structurées (résultats, etc.).
- Les appels de note de bas de page (petits chiffres en exposant, introduits par l'outil «  Source ») sont à placer entre la fin de phrase et le point final[comme ça].
- Les liens internes (vers d'autres articles de Wikipédia) sont à choisir avec parcimonie. Créez des liens vers des articles approfondissant le sujet. Les termes génériques sans rapport avec le sujet sont à éviter, ainsi que les répétitions de liens vers un même terme.
- Les liens externes sont à placer uniquement dans une section « Liens externes », à la fin de l'article. Ces liens sont à choisir avec parcimonie suivant les règles définies. Si un lien sert de source à l'article, son insertion dans le texte est à faire par les notes de bas de page.
- La présentation des références doit suivre les conventions bibliographiques. Il est recommandé d'utiliser les modèles {{Ouvrage}}, {{Chapitre}}, {{Article}}, {{Lien web}} et/ou {{Bibliographie}}. Le mode d'édition visuel peut mettre en forme automatiquement les références.
- Insérer une infobox (cadre d'informations à droite) n'est pas obligatoire pour parachever la mise en page.

Pour une aide détaillée, merci de consulter Aide:Wikification.
Si vous pensez que ces points ont été résolus, vous pouvez retirer ce bandeau et améliorer la mise en forme d'un autre article.
Bourse Ghislaine Dupont et Claude Verlon a été créée en hommage à deux reporters de Radio France Internationale, Ghislaine Dupont et Claude Verlon, assassinés le 2 novembre 2013 à Kidal, dans le nord du Mali. Cette bourse récompense chaque année, un (e) jeune journaliste et un(e) jeune technicien(ne) du son sur le continent africain.
Les noms des deux lauréats de la Bourse  sont dévoilés  chaque 2 novembre, date anniversaire de l’assassinat de la journaliste Ghislaine Dupond et du technicien radio Claude Verlon. 

## Histoire
Le 2 novembre 2013, Ghislaine Dupont et Claude Verlon, deux journalistes de RFI sont enlevés puis tués près de Kidal au Mali. Pour perpétuer leur mémoire, leur employeur RFI a créé, à partir de 2014, la bourse Ghislaine Dupont et Claude Verlon visant a distinguer, chaque année, un journaliste et un technicien du son sur le continent africain. Les lauréats sont connus au cours d'une cérémonie dédiée le 2 novembre, date anniversaire de leur assassinat qui a été décrétée par l'ONU Journée internationale de la fin de l'impunité pour les crimes commis contre des journalistes.

## Organisation du concours
La Bourse Ghislaine Dupont et Claude Verlon est ouverte chaque année aux candidats des pays d'Afrique francophones. Après une sélection rigoureuse sur de nombreux postulants, dix journalistes et dix techniciens sont retenus sur la base de leurs dossiers pour participer à un master-class organisé par France Médias Monde soit en présentiel dans un pays francophone, soit à distance grâce aux outils numériques.
Le concours était organisé en présentiel dans un pays d'Afrique francophone (Mali en 2014, Madagascar en 2015, Bénin en 2016, Sénégal en 2017, Côte d'Ivoire en 2018 et RDC en 2019) . Après ces six éditions en présentiel et à la suite du contexte sanitaire bouleversé par la crise Covid-19 et l’impossibilité d’organiser des stages en présentiel sur le continent africain, RFI a fait évoluer les règles de sélection en 2020. Jusqu’alors nationale et ouvert aux résidents d'un seul pays, l’appel à candidature s’adresse désormais à toute l’Afrique francophone. Les formations se déroulent désormais à distance via des outils numériques.
À la suite des formations, une compétition en interne est organisée entre les candidats de chaque catégorie à partir desquels sont désignés les deux lauréats, un(e) journaliste et un(e) technicien(ne). Les  deux lauréats bénéficient de stages  en France, dans les locaux de RFI, ainsi que de formations à l’École de journalisme de Sciences-Po pour le(la)  lauréat(e) journaliste et à l’Institut National de l'Audiovisuel pour le(la) lauréat(e) Technicien(ne). 

## Lauréats
| Année | Pays d'accueil du Prix | Vainqueurs                                                                              | Contexte | Résultats |
| ----- | ---------------------- | --------------------------------------------------------------------------------------- | --- | --- |

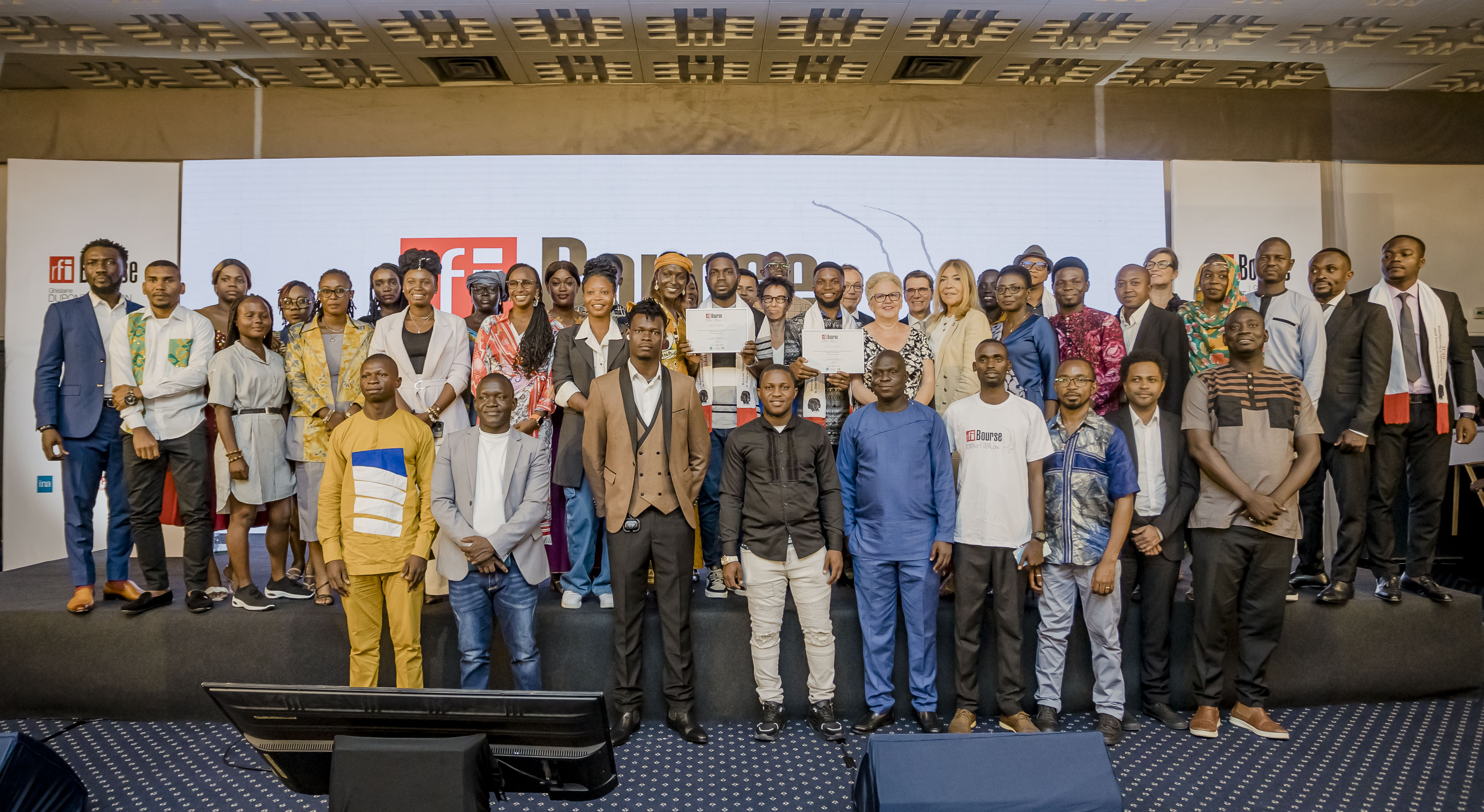
Photo de famille lors de la remise de la 10e Bourse Ghislaine Dupont et Claude Verlon en 2023 à Abidjan.jpg.

| 2014  | Mali                   | - Rachelle Tessougué (Jeune journaliste) - Sidi Mohamed Dicko (technicien)              | - Rachelle Tessougué s'est illustrée par un reportage sur les femmes violées dans le nord du Mali pendant l'occupation djihadiste. Un reportage pour lequel elle a recueilli des témoignages particulièrement poignants. - Sidi Mohamed Dicko, quant à lui, est récompensé pour un montage sur le processus de dialogue inter-malien. | Les deux lauréats ont reçu leur prix des mains d’Apolline Verlon, fille de Claude Verlon et de François Vannier, filleul de Ghislaine Dupont. La cérémonie s'est déroulée en présence de Marie-Christine Saragosse, présidente du Groupe France Média Monde |
| 2015  | Madagascar             | - Ando Rakotovoahangy (Journaliste) - Jhons Marry Ralainarivo (technicien de reportage) | Le reportage de Ando Rakotovoahangy sur le dialogue entre une mère prostituée et son enfant a touché le jury par sa justesse. Jhons Ralainarivo qui a été récompensé pour avoir réussi, avec son mixage sonore, à faire vivre un reportage sur le manque d’hygiène. | les deux lauréats maliens de l’année précédente ont décerné les prix et passé le flambeau. |
| 2016  | Benin                  | - Cécile Goudou (journaliste) - Didier Guedou (technicien)                              | Cécile Goudou, journaliste béninoise, a été distinguée pour la qualité de l’écriture de son reportage Le dialogue entre les veuves qui refusent le lévirat et leur belle-famille ainsi que pour le choix et la force des témoignages ; Didier Guedou, le jeune technicien de son de 22 ans, a été distingué par le jury pour sa maîtrise de la réalisation, du montage et du mixage du reportage L’esclavage, et après…» | Pour illustrer l’esprit de transmission qui anime cette Bourse, les lauréats ont reçu leurs prix des mains de leurs prédécesseurs malgaches de l’édition 2015, en présence d’Apolline Verlon, fille de Claude Verlon, d’Agathe Leroux, filleule de Ghislaine Dupont, et de Sidi Mohamed Dicko, lauréat technicien malien de la première édition. |
| 2017  | Senegal                | - Arona Diouf (Journaliste) - Nicole Diedhou (Technicienne)                             | Le jeune journaliste sénégalais Arona Diouf a été distingué pour la qualité de l’écriture de son reportage La souffrance des victimes de la fistule obstétricale face à une société peu tolérante ainsi que pour le choix et la force des témoignages. Le jury a également distingué Nicole Diedhou, jeune Sénégalaise technicienne de son pour sa maîtrise de la réalisation, du montage et du mixage du reportage Témoignages autour de la polygamie au Sénégal. | Les deux lauréats Sénégalais ont reçu leur prix en présence de l’ambassadrice du Mali au Sénégal, de l’ambassadeur de France au Sénégal, ainsi que de la fille de Claude Verlon et de la mère de Ghislaine Dupont |
| 2018  | Côte d'Ivoire          | - Taby Badjo Marina Djava (Journaliste) - Ado Aman Baptiste (Technicien)                | Taby Badjo Marina Djava, la lauréate journaliste ivoirienne de 2018. Son reportage portait sur l’absence de dialogue dans l’éducation traditionnelle en Côte d’Ivoire. Le jury l'a distinguée parmi une vingtaine de candidats pour avoir abordé une réalité sociale ivoirienne avec lucidité et recueilli des témoignages riches et poignants. Le jury a distingué Ado Aman Baptiste, le lauréat technicien, pour le choix et la pertinence des ambiances sonores utilisées ainsi que pour le rythme et la dynamique insufflés par son travail de réalisation dans le reportage Les cours communes à Abidjan. | Autour de Cécile Mégie, Directrice de RFI, la cérémonie a réuni de nombreuses personnalités françaises et ivoiriennes parmi lesquelles Monsieur Sidi Tiémoko Touré, Ministre de la Communication et des Médias de Côte d’Ivoire, Son Excellence Monsieur Gilles Huberson, Ambassadeur de France à Abidjan, et Monsieur Ahmadou Bakayoko, Directeur général de la RTI. |
| 2019  | RD Congo               | - Myriam Iragi Maroy (journaliste) - Vital Mugisho (technicien radio)                   | Le jury a distingué Myriam Iragi Maroy pour la limpidité du récit et la qualité des témoignages recueillis dans son reportage Les filles-mères. Qaunt à Vital Mugisho, le jury a retenu la qualité de sa prise de son, ainsi que le choix et la pertinence des ambiances sonores utilisées dans son travail de réalisation dans le reportage Le travail des enfants sur les chantiers. | Pendant deux semaines, les deux gagnants ont suivi avec une dizaine d'autres candidats une formation dispensée par l’Académie France Médias Monde à Kinshasa, en partenariat cette année avec la RTNC (Radio-Télévision nationale congolaise). |
| 2020  | En ligne               | - Charles Donatien Abossolo Oba (journaliste) - Romain Bouda (technicien)               | Le journaliste camerounais Charles Donatien Abossolo Oba a réalisé un reportage sur la question de la polygamie à Ebolowa, chef-lieu de la région du sud du Cameroun. Il s'est distingué par la clarté de son travail, son professionnalisme et la qualité des personnes interviewées. Quant au jeune Burkinabé Romain Bouda, le lauréat technicien, sa production a fait revivre l’ambiance d’un atelier de réparation de motos d’une rue de Ouagadougou. Les membres du jury ont salué la maîtrise technique du Tout sonore.                                                                                 | Le jury était présidé par Cécile Mégie, directrice de RFI, et composé de Vincent Hugeux, grand reporter et enseignant à l’École de journalisme de Sciences-Po, Alain Rocca, directeur délégué à la formation, à l’enseignement et au conseil de l’Institut national de l’audiovisuel (INA), Denise Epoté, directrice de TV5 Monde Afrique et éditorialiste à RFI, Jean Baptiste Placca, éditorialiste à RFI, Denis Chastel, responsable productions mobiles RFI, et d’Yves Rocle, adjoint à la directrice de RFI chargé des langues africaines. |
| 2021  | En ligne               | - Rolf-Steve Domia Leu Bouhoula (Journaliste) - Mahamat Hassane Zara (Technicienne)     | Le jeune Centrafricain Rolf-Steve Domia Leu Bouhoula est désigné lauréat journaliste de cette 8e édition. Il a réalisé un reportage sur le règlement des conflits par la justice coutumière, dont le jury a apprécié la justesse du récit et de l’illustration sonore ainsi que la qualité de l’écriture. La tchadienne Mahamat Hassane Zara a reçu le prix de la meilleure jeune technicienne de reportage. Son reportage tout sonore fait découvrir le métier de couturier ambulant à travers les bruits de la grande ville, tout en présentant la rencontre d’un artisan avec l’une de ses clientes.        | Les résultats de cette édition ont été dévoilés dans une émission spéciale en présence de personnalités de RFI, aux représentants des familles de Ghislaine Dupont et Claude Verlon et des nouveaux lauréats. |
| 2022  | Sénégal                | Esther Senpa Blaksmedi (Journaliste) Henintsoa Tiana Miranto Rakotomalala (Technicien)  | | |